# Croix de Vachères
La croix de Vachères est une croix monumentale située à Présailles, en France.

## Généralités
La croix est située à l'entrée du château de Vachères en venant de Présailles, sur le territoire de la commune de Présailles, dans le département de la Haute-Loire, en région Auvergne-Rhône-Alpes, en France.

## Historique
La croix est datée de 1555, date gravée en relief sur le monument.
La croix est inscrite au titre des monuments historiques par arrêté du 11 juin 1930.

## Description
D'après Chaize, l'ensemble est influencé par le style classique (tendance au « carré », peu de personnages). Sur un socle carré posé sur un emmarchement, repose un fût mouluré de section carrée également et légèrement pyramidal. La partie basse du fût est légèrement plus large et est en saillie par rapport à la partie supérieure. Un chapiteau au sommet du fût fait office de séparation entre le fût et la croix. Le croisillon est de section octogonale et les branches de la croix sont ornées de fleurons crucifères.
Outre la date 1555 gravée en bas-relief dont chaque chiffre est séparé par un point, les initiales « CB » sont présentes, probablement en référence aux Barbon de Cluzel, seigneurs de la maison forte de Vachères. Au niveau iconographique, la croix présente un Christ très dégradé d'un côté et une Vierge à l'enfant de l'autre côté,.